# Poštovní úřad šekový
Poštovní úřad šekový byla poštovní organizace, která existovala v letech 1919 až 1930, byla podřízena československému ministru pošt a telegrafů a náležela do oboru poštovní správy. Úkolem Poštovního úřadu šekového bylo přijímat pomocí poštovních úřadů vklady pro osoby a firmy, které byly vlastníky  konta, podle šeků prováděti převody z konta na konto a pomocí poštovních úřadů provádět výplaty z kont v hotovosti.

## Historie
Poštovní úřad šekový byl zřízen zákonem číslo 140/1919 Sb. Vznikl transformací Poštovní spořitelny, zřízené nařízením z 20. listopadu 1918. Dne 1. července 1926 byl v Brně zřízen pobočný poštovní úřad šekový.  V roce 1930 byl Poštovní úřad šekový zákonem č. 143/1930 Sb. přeměněn na Poštovní spořitelnu, která nebyla součástí Československé pošty.

## Budovy

### Praha, Holečkova 10
Poštovní úřad šekový měl od svého založení sídlo v bývalém klášteru svatého Gabriela,  Praha, Smíchov, Holečkova 10, který je kulturní památkou České republiky.

### Praha,  Štěpánská 796/44
Budova bývalého Poštovního úřadu šekového, Praha, Štěpánská 796/44, byla postavena v letech 1925 až 1930 podle návrhu architekta Františka Roitha a je kulturní památkou České republiky.